# Aspidistra retusa
Aspidistra retusa är en sparrisväxtart som beskrevs av Kai Yung Lang och S.Z.Huang. Aspidistra retusa ingår i släktet Aspidistra och familjen sparrisväxter. Inga underarter finns listade i Catalogue of Life.